# Fritz Huschke von Hanstein
Pour les articles homonymes, voir Hanstein.
Fritz Sittig Enno Werner von Hanstein, plus connu sous le nom de Huschke von Hanstein, né le 3 janvier 1911 à Halle et décédé le 5 mars 1996 à Stuttgart, dit der Rennbaron, était un pilote automobile allemand et le vice-président de la Commission sportive internationale (CSI). Il a adopté et reçu officiellement le prénom Fritz-Huschke le 24 octobre 1956 par un acte reçu par le siège de la police de Stuttgart.

## Famille

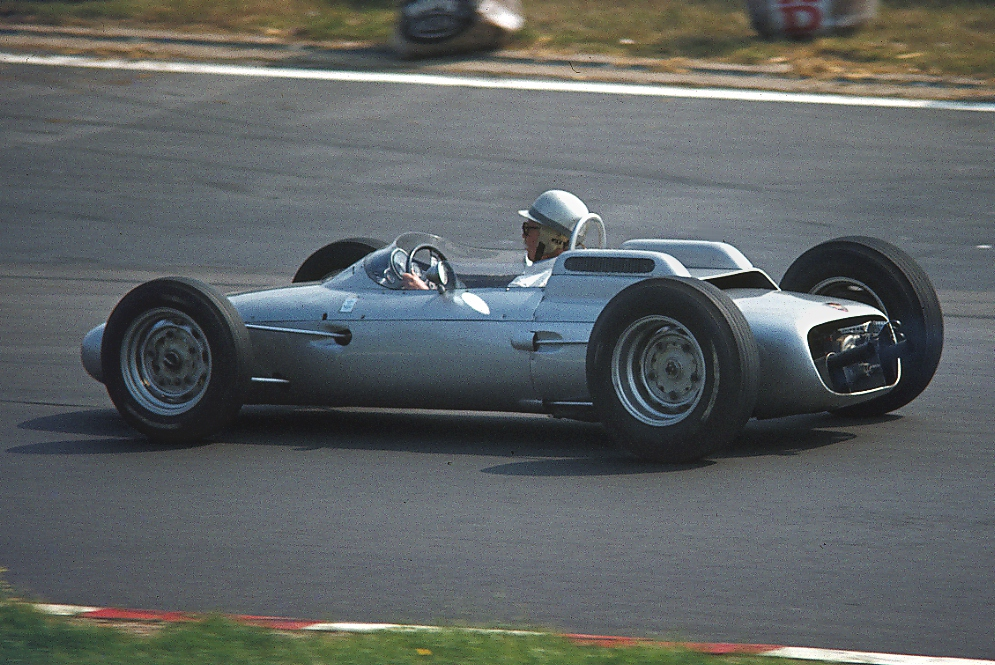
Fritz Huschke von Hanstein en démonstration sur une Porsche 804 au Nürburgring en 1981.

Von Hanstein nait dans l'ancienne contrée d'Eichsfeld. Issu de la famille noble des Von Hanstein, il a été une seule année le chef de famille. Il repose près de la demeure familiale.
Il est le fils d'un lieutenant-colonel (Oberstleutnants) de l'armée du Royaume de Prusse, Carlo von Hanstein (1875-1936), seigneur de Gut Wahlhausen-Unterhof et de Anna von Dippe (1890-1976).
Huschke Von Hanstein se marie le 4 juin 1950 sur le Nürburgring (Eifel) avec Ursula von Kaufmann (née le 10 février 1916 à Schladen ; et décédée le 3 octobre 2005 à Stuttgart), la fille de Fritz-Georg von Kaufmann, huissier de justice de la famille royale prussienne et de Else von Engelhart.

## Biographie
Très tôt, Huschke von Hanstein se fait un nom dans les courses automobiles.
En plein Troisième Reich, il adhère aux SS et le revendique clairement en personnalisant la plaque d'immatriculation de sa voiture SS-333 et en ajoutant des autocollants sur sa propre BMW 328 de course.
Plus tard, il devient chef du département course de Porsche. Il engage avec succès les voitures dans plusieurs courses, dont la Carrera Panamericana où, en 1954, seules les Porsche 550 parviennent à tenir tête aux Ferrari. À cette occasion, la marque reprend le nom de « Carrera » pour désigner ses modèles les plus sportifs. En 1956, il engage Umberto Maglioli à la Targa Florio, mais oublie de s'engager lui. L'italien remporte seul la première victoire majeure de Porsche.
Après que Porsche ait quitté avoir quitté la Formule 1 et la Formule 2, il devient le responsable du département compétition pour les courses de côte et les rallyes.
Von Hanstein a également été le président du Club Automobile d'Allemagne (Automobilclub von Deutschland ou AvD).

## Succès en course

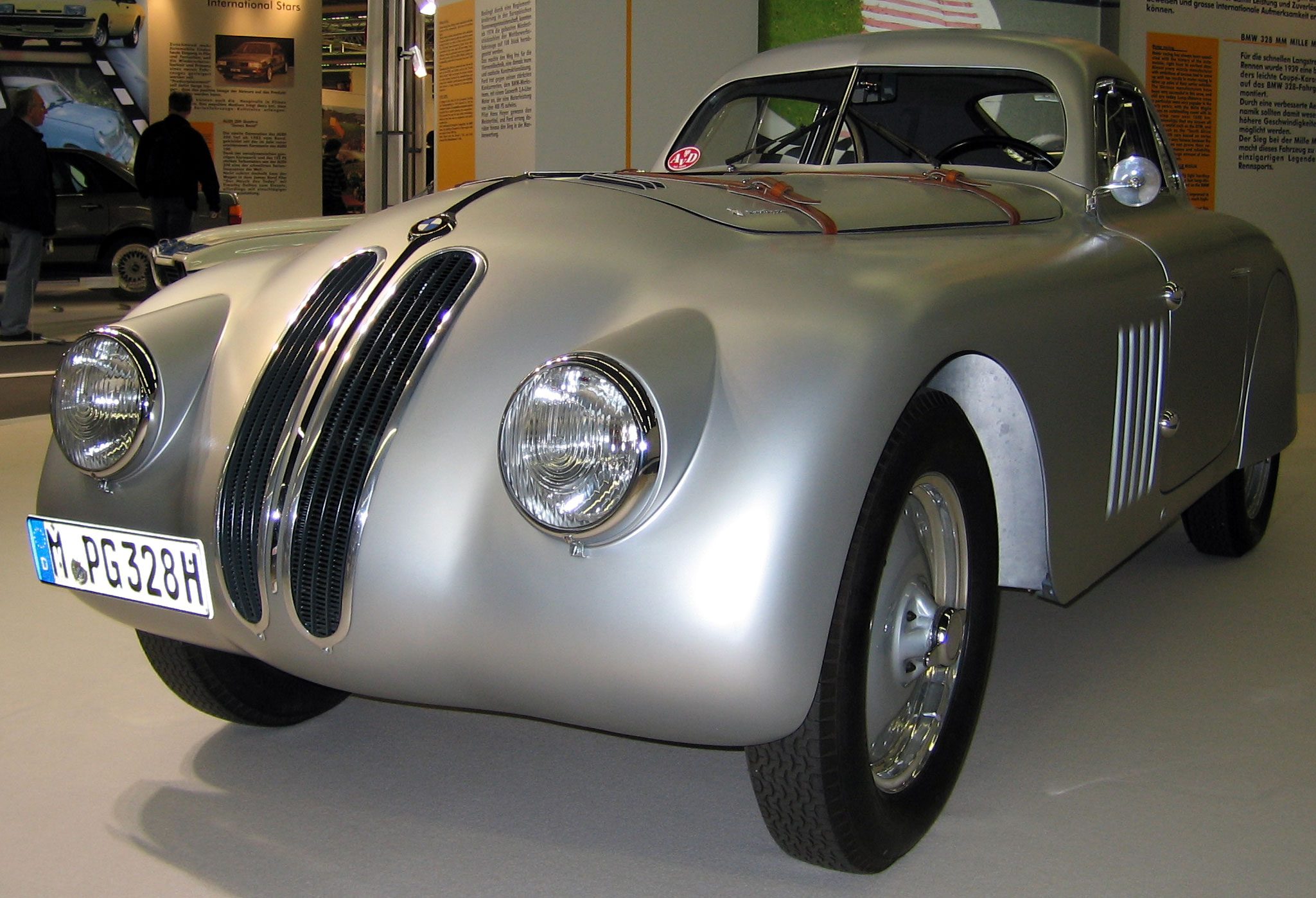
BMW 328 Touring Coupé.

- 1939 : Champion d'Allemagne de la montagne sur voiture de sport.
- 1940 : Victoire aux Mille Miglia avec Walter Bäumer sur une BMW 328 Touring-Coupé.
- 1960 : Champion d'Europe de la montagne en catégorie GT sur Porsche.
  - 1936 : trophée d'argent du rallye automobile des Jeux olympiques d'été de 1936 (sur BMW).

### Résultats aux 24 Heures du Mans
| Année | Équipe                    | no | Voiture            | Moteur                   | Équipier        | Cat. | Grille | Temps        | Résultat                    |
| ----- | ------------------------- | -- | ------------------ | ------------------------ | --------------- | ---- | ------ | ------------ | --------------------------- |
| 1937  | Mme A. Itier              | 35 | Adler Rennlimousin | Adler 1 495 cm3 l4       | Anne Itier      | 1.5  | 23e    | Pas de temps | Abandon (Panne moteur)      |
| 1952  | Porsche Konstruktionen KG | 51 | Porsche 356        | Porsche 1 086 cm3 Flat-4 | Petermax Müller | S1.1 | 16e    | Pas de temps | Abandon (Boîte de vitesses) |

## Sources